# Mike Estime
Mike Estime ist ein US-amerikanischer Schauspieler und Komiker. 

## Leben
Estime gab in der Fernsehserie Talk to Me sein Schauspieldebüt. Dabei spielte er in drei Folgen die Rolle des Cam. Als Komiker trat er in der Fernsehserie von Bernie Mac auf. Bekanntheit erlangte er durch seine Rolle Risky in der Fernsehserie Alle hassen Chris. Anschließend wirkte er in der Filmkomödie Noch einmal Ferien mit. Zuletzt stand er für zwei Kurzfilme vor der Kamera.

## Filmografie
- 2000: Talk to Me (Fernsehserie, drei Episoden)
- 2004–2005: The Bernie Mac Show (Fernsehserie, zwei Episoden)
- 2005–2009: Alle hassen Chris (Everybody Hates Chris, Fernsehserie, 29 Episoden)
- 2006: Noch einmal Ferien (Last Holiday)
- 2010: Go Go Reject (Kurzfilm)
- 2013: Beyond Merritt (Kurzfilm)